# Nueva Hansa

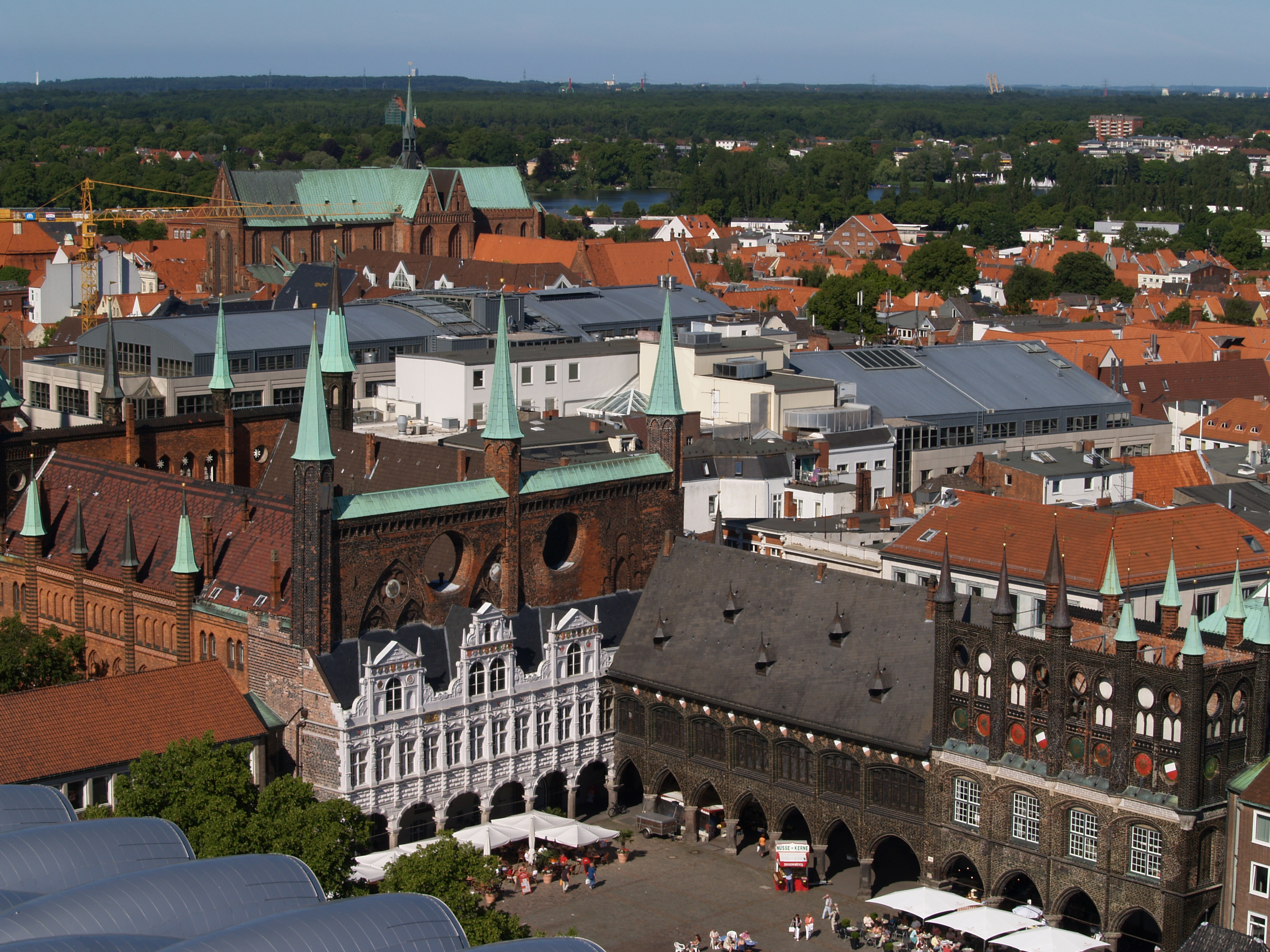
Ayuntamiento de Lübeck, Städtebund de la Nueva Liga Hanseática.

La Nueva Hansa es una federación internacional de ciudades del mar Báltico y del mar del Norte. Se fundó en la ciudad neerlandesa de Zwolle en 1980. Esta ciudad desempeñaba la función de Städtebund (ciudad federal) de la Nueva Hansa, que era la ciudad del Bürgermeister (alcalde) más votado. En la actualidad la Städtebund es Lübeck, ciudad alemana que tiene como alcalde a Bernd Saxe.
Esta confederación se inspira en la antigua Hansa. Esta era una confederación política y comercial que unía a las diferentes ciudades costeras y fluviales (en su mayoría) de los mares Báltico y del Norte en la Edad Media, con el fin de hacer frente al feudalismo (las ciudades eran libres, de patrimonio regio o fundadas por la propia liga) y a la piratería, entre otro tipo de problemas. El fin de esta nueva Hansa es la promoción del comercio y del turismo.

## Organización

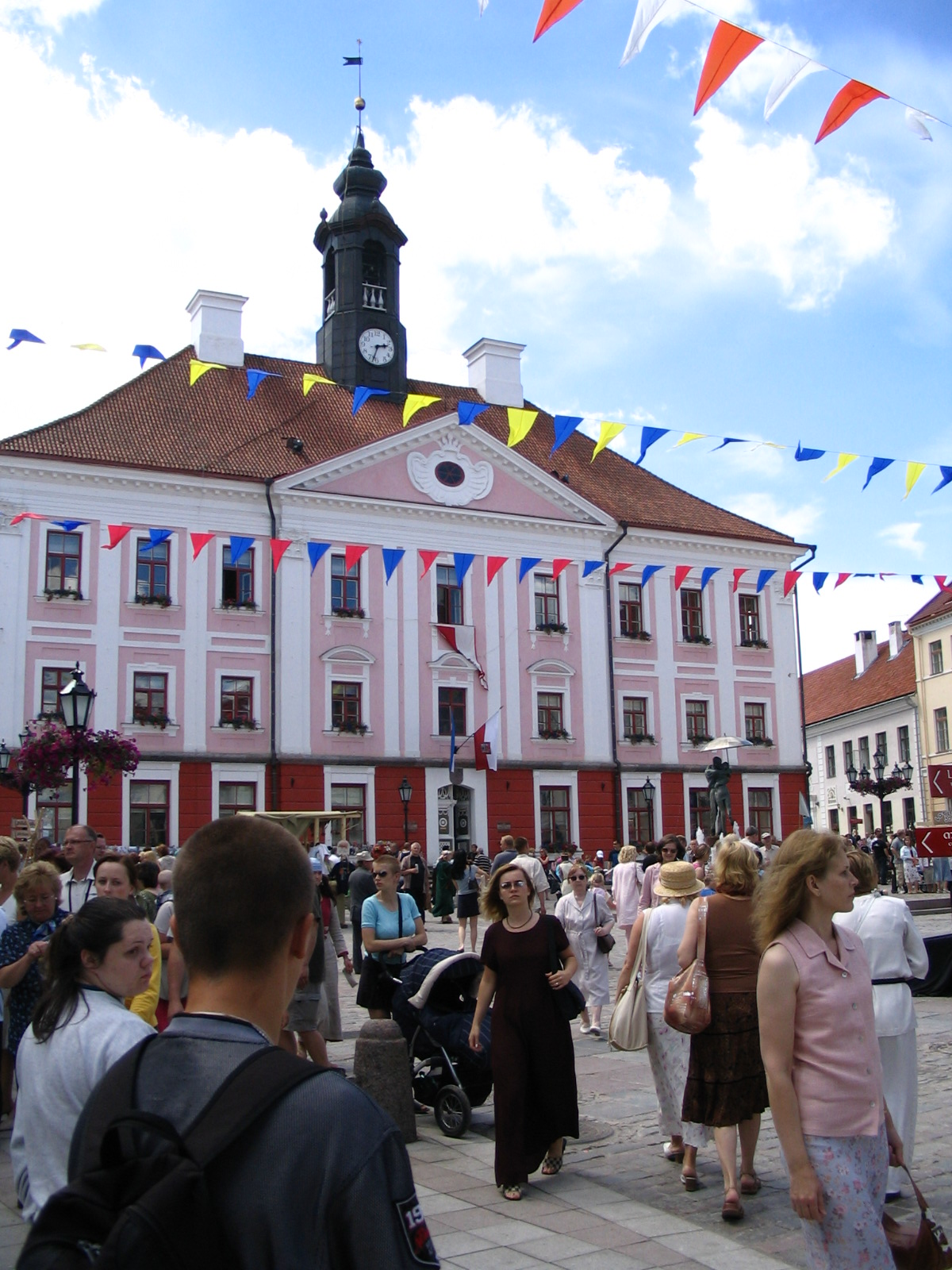
Jornadas hanseáticas (Hansetage) en Tartu en 2005.

Las ciudades de la nueva Liga Hanseática son las que ciudades que pertenecieron a la Liga históricamente, o bien, las ciudades con oficinas o puestos comerciales de la Liga. El máximo órgano posee una asamblea de delegados donde cada ciudad posee un voto independientemente del número de habitantes que tenga cada una. Los delegados deben votar sobre las enmiendas constitucionales, la inclusión y exclusión de ciudades y sobre aprobación de proyectos, etc. y deberán tener mayoría simple para su aprobación.
La Oficina (Präsidium o Hansebüro) de la ciudad federal está compuesta por el presidente y cuatro representantes, que deberán proceder de al menos tres países diferentes. El Presidente actual es el alcalde de Lübeck, Bernd Saxe. Los representantes son elegidos por los delegados durante el periodo electoral 2007-2010, estos son Harlevi Inger, presidente del parlamente de la provincia de Gotland (en la ciudad de Visby), Henk Jan Meijer, el alcalde de Zwolle, Jolanta Murawska, administrador en la Oficina del Presidente de la ciudad de Gdansk (antigua Danzig), y Manfred Schürkamp, tesorero de la Ciudad de Herford.
La Comisión está integrada por representantes de cinco ciudades alemanas, y uno de cada ciudad de cada país en el que no son miembros activos de la Nueva Liga (el resto de países con ciudades miembro de la Nueva Liga). La comisión se encarga de preparar las Jornadas hanseáticas (Hansetage) y proponer la ciudad donde se celebrarán. La oficina Hanseática es la responsable de la gestión y está situado en también en la Städtebund, en Lübeck.

## Hansetag
Un evento importante de la nueva Liga es la celebración de las jornadas de la Hansa (Hansetag). Cada ciudad miembro podrá solicitar la solicitud de albergar las jornadas y a fin de destacar su historia y su importancia cultural y económica. La ciudad la eligen los delegados según con las recomendaciones de la Comisión. 

## Ciudades miembro

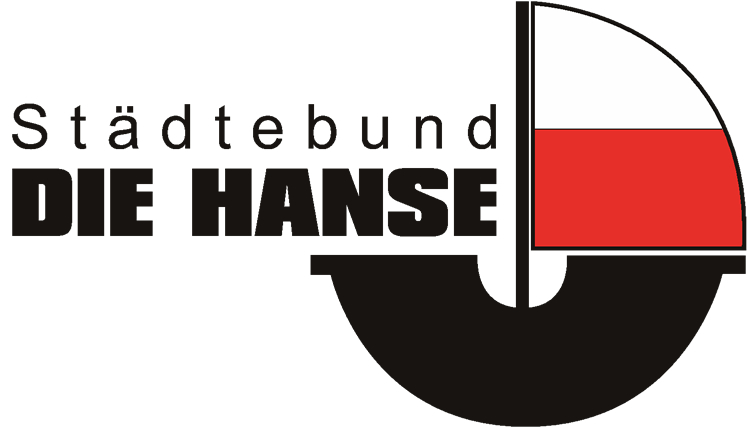
Logotipo.

### AlemaniaAlemania
| - Ahlen - Alfeld - Anklam - Attendorn - Bad Iburg - Balve - Beckum - Bockenem - Brakel - Brandenburg an der Havel - Braunschweig - Breckerfeld - Bremen - Brilon - Buxtehude - Colonia - Demmin - Dorsten - Dortmund - Drolshagen - Duderstadt - Duisburg - Einbeck - Emmerich am Rhein - Fráncfort del Óder - Fürstenau - Gardelegen - Goslar - Gotinga - Greifswald - Gronau - Halle - Haltern am See - Hamburg | - Hameln - Hamm - Haselünne - Hattingen - Havelberg - Helmstedt - Herford - Hildesheim - Höxter - Kalkar-Grieth - Kamen - Kiel - Korbach - Kyritz - Lemgo - Lippstadt - Lübeck - Lüneburg - Lünen - Magdeburg - Marienmünster - Medebach - Melle - Meppen - Merseburg - Minden - Mühlhausen - Münster - Naumburgo - Neuenrade - Neuss - Nieheim - Osnabrück - Osterburg | - Osterode - Paderborn - Perleberg - Pritzwalk - Quakenbrück - Quedlinburg - Rheda-Wiedenbrück - Rheine - Rostock - Rüthen - Salzwedel - Schwerte - Seehausen - Soest - Solingen - Stade - Stendal - Stralsund - Sundern - Tangermünde - Telgte - Uelzen - Unna - Uslar - Vreden - Warburg - Warendorf - Werben (Sajonia-Anhalt) - Werl - Werne - Wesel - Wipperfürth - Wismar |

### BélgicaBélgica
- Brujas (Brugge)

### BielorrusiaBielorrusia
- Vitebsk
- Pólatsk

### EstoniaEstonia
| - Narva - Pärnu | - Tallinn - Tartu | - Viljandi |

### FinlandiaFinlandia
- Turku/Åbo
- Ulvila

### Francia
La Rochelle

### IslandiaIslandia
- Hafnarfjörður
- Stykkishólmur

### LetoniaLetonia
| - Cēsis - Koknese - Kuldīga | - Limbaži - Rīga (Riga) - Straupe | - Valmiera - Ventspils |

### LituaniaLituania
- Kaunas

### Países BajosPaíses Bajos
| - Bolsward - Deventer - Doesburg - Elburg - Groninga - Harderwijk | - Hasselt - Hattem - Kampen - Maasbommel - Oldenzaal - Ommen | - Roermond - Stavoren - Tiel - Venlo - Zutphen - Zwolle |

### NoruegaNoruega
- Bergen

### PoloniaPolonia
| - Białogard (Belgard a.d. Persante) - Braniewo (Braunsberg) - Chełmno (Culm) - Darłowo (Rügenwalde) - Elbląg (Elbing) - Frombork (Frauenburg) - Gdańsk (Danzig) | - Goleniów (Gollnow) - Kołobrzeg - Koszalin (Köslin) - Cracovia (Krakau) - Kwidzyn - Lębork (Lauenburg i. Pommern) - Malbork | - Sławno (Schlawe) - Słubice (Frankfurt (O.)-Dammvorstadt) - Słupsk (Stolp) - Stargard Szczeciński (Stargard i. Pommern) - Strzelce Opolskie (Groß Strehlitz) - Szczecin (Stettin) - Toruń (Thorn) - Wrocław (Breslau) |

### Reino UnidoReino Unido
- Aberdeen
- Boston
- Edimburgo
- Ipswich
- King’s Lynn
- Kingston upon Hull

### RusiaRusia
| - Beloziorsk - Ivangorod - Kaliningrado (Königsberg) - Kingisepp - Pórjov | - Pskov (Pleskau) - Smolensk - Tichvin - Torzhok - Totma | - Tver - Novgorod - Veliki Ústiug - Vólogda |

### SueciaSuecia
| - Kalmar - Nyköping | - Skanör-Falsterbo - Visby |